# شقرا (قطر)

شهر شقرا (به عربی: شقرا) در شهرداری الوکره در کشور قطر واقع شده‌است. جمعیت این شهر ۳٫۸۷۴ نفر است.